# Zachris Cygnæus
Zachris Cygnæus, född omkring 1700, död 5 januari 1774 i Mäntyharju, var en finländsk präst. Han var far till Zacharias Cygnæus den äldre.
Zachris Cygnæus var son till kyrkoherden i Kristina Johannes Martini. Han blev student vid Kungliga Akademien i Åbo 1723, prästvigdes 1724 och blev samma år nådårspredikant i Sankt Michel. 1726 blev han tillförordnad pastor vid Savolax infanteriregemente, nådårspredikant i och kaplan i Pälkjärvi samma år. Genom att konservera föregående kyrkoherdens änka Elisabet Helsingius blev han 1733 kyrkoherde i Mäntyharju.
Cygnæus gjorde sig känd genom sin kamp för folkbildningen i socknen, bland annat lät han anställa en sockenlärare i församlingen. Därtill förde han en hård strid mot vidskepelse och trolldom och lät hugga ned flera gamla offerlundar och heliga träd på orten som han såg som tecken på avgudadyrkan. Vidare förbjöd han männen i församlingen att bära slidknivar, och kvinnorna att bruka ortens folkdräkt, som han såg dessa som spår av en hednisk tradition. Genom dessa åtgärder blev han djupt hatad bland sina församlingsbor.
Mest känd blev han dock för sin politiska verksamhet under hattarnas ryska krig 1741-43. Sedan ryssarna trängt fram till Åbo och Nyslott fallit såg situationen för de svenska trupperna mörk ut. Kejsarinnan Elisabet hade 18 mars 1742 utfärdat ett manifest om Finlands självständighet, och i september samma år kontaktade Cygnæus tillsammans med kyrkoherden i Kuopio Henrik Argillander den ryske överbefälhavaren Aleksandr Ivanovitj Rumjantsev i Viborg. Ärendet var att förhöra sig om kejsarinnans systerson hertig Karl Peter Ulrik av Holstein-Gottorp var intresserad av att inta tronen i ett självständigt Finland. Ryssarna hade dock vid det laget upptäckt att intresset för ett självständigt Finland var ganska svalt, och förslaget avfärdades. Genom freden i Åbo kom hans församling att delas mellan Sverige och Ryssland. Prästgården och kyrkan kom att ligga på den ryska sidan gränsen.
1746 kontaktade han det holsteinska sändebudet i Stockholm Johann Pechlin inför den stundande riksdagen, där han hoppades få delta som ledamot av prästeståndet. Pechlin hade ingen användning för honom och skickade honom i stället till den ryske ministern i Stockholm Johann Albrecht von Korff. Cygnæus reste då till Sankt Petersburg där han erhöll 100 dukater av kejsarinnan och återvände med ryska regeringens rekommendation till von Korff. Några större tjänster kom han dock aldrig att göra sina uppdragsgivare - hans fullmakt som riksdagsledamot underkändes nämligen av riksdagen. Von Korff började dessutom misstänka att Cygnæus spelade dubbelspel och även sålt sig till hattarna. Vid tillfället lyckades han dock hos prästeståndet utverka att få sitt namn uppfört vid tillsättning av kyrkoherdetjänsten i Paldamo. Vid valet erhöll han dock inte en enda röst, trots påtryckningar från valförrättarens sida, och Cygnæus fick stanna i Mäntyharju. Från 1752 drabbades han av psykisk sjukdom och var stundtals ur stånd att sköta sin kyrkoherdetjänst.